# Benson & Hedges Centennial Open 1995
L'Heineken Open 1995  è stato un torneo di tennis giocato sul cemento.
È stata la 39ª edizione dell'Heineken Open,che fa parte della categoria World Series nell'ambito dell'ATP Tour 1995.
Si è giocato all'ASB Tennis Centre di Auckland in Nuova Zelanda, dal 9 al 16 gennaio 1995.

## Campioni

### Singolare
Thomas Enqvist ha battuto in finale  Chuck Adams con il punteggio di 6–2, 6–1.

### Doppio
Grant Connell /  Patrick Galbraith hanno battuto in finale  Luis Lobo /  Javier Sánchez con il punteggio di 6–4, 6–3.